# Mike Johnson (politicus uit Louisiana)
James Michael (Mike) Johnson (30 januari 1972) is een Amerikaans Republikeins politicus die sinds oktober 2023 de 56e en huidige voorzitter van het Huis van Afgevaardigden van de Verenigde Staten is. Johnson is sinds 2017 lid van het Huis van Afgevaardigden en vertegenwoordigt het 4e congresdistrict van Louisiana in het Huis van Afgevaardigden.
Johnson is afgestudeerd aan de Louisiana State University en het Paul M. Hebert Law Center. Voordat hij de politiek inging, werkte hij als advocaat en voor de conservatief christelijke lobbygroep Alliance Defending Freedom. Hij richtte ook Freedom Guard op, een non-profit die christelijke cliënten in rechtszaken vertegenwoordigt. Johnson werd in 2015 verkozen tot lid van het Huis van Afgevaardigden van Louisiana en diende tot 2017.
Op 25 oktober 2023, na de afzetting van Kevin McCarthy uit het voorzitterschap, werd Johnson na meerdere stemmingen verkozen tot de 56e voorzitter van het Huis. Hij is de eerste voorzitter van het Huis van Afgevaardigden uit Louisiana en de jongste vertegenwoordiger die tot voorzitter is gekozen sinds John G. Carlisle in 1883.